# Sant Aventí
Sant Aventí fou una capella romànica del límit dels termes municipals de la Pobla de Segur, a la comarca del Pallars Jussà, i de Baix Pallars, a la del Pallars Sobirà. En aquest darrer, a l'antic terme de Montcortès de Pallars.
Està situada al capdamunt del Roc de Sant Aventí, a 1.479,8 metres d'altitud.
Era una església d'una sola nau amb absis a llevant, tot dins de les característiques línies del romànic del segle xi. En queda només un munt de pedres.